# Alseversche Lösung
Die Alseversche Lösung ist eine Lösung, die die Verklumpung von Blutzellen mindert.

## Eigenschaften
Ein Liter Alseversche Lösung enthält 20,5 g Dextrose, 8 g Natriumcitrat, 0,55 g Citronensäure und 4,2 g Kochsalz, gelegentlich auch Inosin oder die Antibiotika Neomycin und Chloramphenicol. Der Citronensäure-basierte Puffer bindet in wässrigen Lösungen mit dem Citrat-Anion als Chelator zweiwertige Kationen, insbesondere Calciumionen. Mit Alseverscher Lösung können Vollblutproben bis zu zehn Wochen bei 4 °C gelagert werden. Eine Alseversche Lösung mit Blutzellen ähnelt vom Prinzip dem Citratblut.

## Anwendungen
Die Alseversche Lösung wird unter anderem in vitro zur Untersuchung der entzündungshemmenden Wirkung von möglichen Wirkstoffen und zur Stabilisierung von Blutproben verwendet.

## Geschichte
Die erste isotonische Lösung war die Ringerlösung von Sydney Ringer, die zur Aufbewahrung von lebenden Herzmuskelzellen aus Amphibien verwendet wurde. Tyrode entwickelte anschließend die Tyrode-Lösung, die für die meisten Zelltypen von Säugern verwendet werden konnte. Die Alseversche Lösung wurde 1941 von John Bellows Alsever und Kollegen entwickelt.